# Alfredo Jaar
Alfredo Jaar (* 5. února 1956, Santiago de Chile, Chile) je umělec, fotograf, architekt a režisér žijící ve městě New York. Narodil se v roce 1956 v Santiagu de Chile. Je moderním umělcem známým především díky svým instalacím často zahrnujícím fotografie, jež se zabývají socio-politickými problémy a válkou. Pravděpodobně nejznámější instalací je šest let trvající The Rwanda Project zabývající se Rwandskou genocidou z roku 1994. Jako umělec vytvořil také četné happeningy například jmenujme jednodenní papírové muzeum Skoghall Konsthall, elektronické bilboardy A Logo For America a The Cloud a představení odehrávající se na obou stranách hranice Mexika a USA.

## Životopis
Dílo Alfreda Jaara je obvykle politicky motivováno, znázorňuje skutečné události, tváře války a globálního světa příležitostně s účastí pozorovatele (v případě častých happeningů a představení).
Jeho díla jsou vystavována po celém světě, za zmínku stojí biennale v Benátkách (1986, 2007), São Paulu (1987, 1989), Istanbulu (1995), Kwangju (1995, 2000), Johannesburgu (1997) a Seville (2006).
Samostatné expozice byly vystaveny v New Museum of Contemporary Art, New York 1992; Whitechapel Gallery, Londýn 1992; Muzeum současného umění Chicago 1992; Muzeum moderny, Stockholm (1994); Museum of Contemporary Art, Řím (2005); Fundación Telefónica, Santiago (2006); Musée des Beaux Arts, Lausanne (2007); South London Gallery 2008 nebo Rencontres d'Arles 2013.

## Ocenění
Byl oceněn cenou Cuggenheim Fellow v roce 1985, cenou MacArthur Fellow v roce 2000 a v roce 2006 obdržel španělskou cenu Premio Extremadura a la Creation.
- 1985: Guggenheimovo stipendium
- 2000: MacArthurova cena
- 2006: Premio Extremadura a la Creation
- 2013: Premio Nacional de Artes Plásticas de Chile
- 2020: Hasselblad Award[1]